# Cystobasidiomycetes
Cystobasidiomycetes (лат.) — класс грибов из подтипа Pucciniomycotina, типа базидиомицетов. В составе класса три порядка: Cystobasidiales, Erythrobasidiales и Naohideales.